# 100 złotych 1985 Centrum Zdrowia Matki Polki
100 złotych 1985 Centrum Zdrowia Matki Polki – okolicznościowa moneta stuzłotowa, wprowadzona do obiegu 3 sierpnia 1985 r. zarządzeniem z 10 lipca 1985 r. (M.P. z 1985 r. nr 20, poz. 158), wycofana z dniem denominacji z 1 stycznia 1995 r., rozporządzeniem prezesa Narodowego Banku Polskiego z dnia 18 listopada 1994 r. (M.P. z 1994 r. nr 61, poz. 541).
Monetę upamiętniała budowany pomnik-szpital Centrum Zdrowia Matki Polki w Łodzi.

## Awers
W centralnej części umieszczono godło – orła bez korony, po bokach rok „1985", pod łapą znak mennicy w Warszawie, dookoła napis „POLSKA RZECZPOSPOLITA LUDOWA”, a na dole napis „ZŁ 100 ZŁ”.

## Rewers
Na tej stronie monety znajduje się postać matki karmiącej piersią dziecko, z lewej strony symbol graficzny, dookoła napis „POMNIK-SZPITAL CENTRUM ZDROWIA MATKI POLKI”, a z lewej strony, u dołu, monogram projektanta.

## Nakład
Monetę bito w Mennicy Państwowej, w żelazoniklu (FeNi), na krążku o średnicy 29,5 mm, masie 9,6 grama, z rantem ząbkowanym, w nakładzie 1 927 000 sztuk, według projektów:
- Stanisławy Wątróbskiej-Frindt (awers) oraz
- Tadeusza Tchórzewskiego (rewers).

## Opis
Stuzłotówka jest pierwszą monetą po II wojnie światowej wybitą w żelazoniklu.
Została wprowadzona do obiegu jeszcze przed oficjalnym zakończeniem budowy Centrum Zdrowia Matki Polki w Łodzi.
Moneta jest jedną z ośmiu stuzłotówek okolicznościowych bitych w miedzioniklu  albo żelazoniklu, w latach 1984–1988.

## Powiązane monety
Jako próbna kolekcjonerska zostały wybita w srebrze, moneta o nominale 1000 złotych, upamiętniająca CZMP w Łodzi, w roku:
- 1985 w nakładzie 2500 sztuk oraz
- 1986 w nakładzie 22 000 sztuk.

## Wersje próbne
Istnieje wersja tej monety należąca do serii próbnej w niklu z wypukłym napisem „PRÓBA”, wybita w nakładzie 500 sztuk.